# Púbol

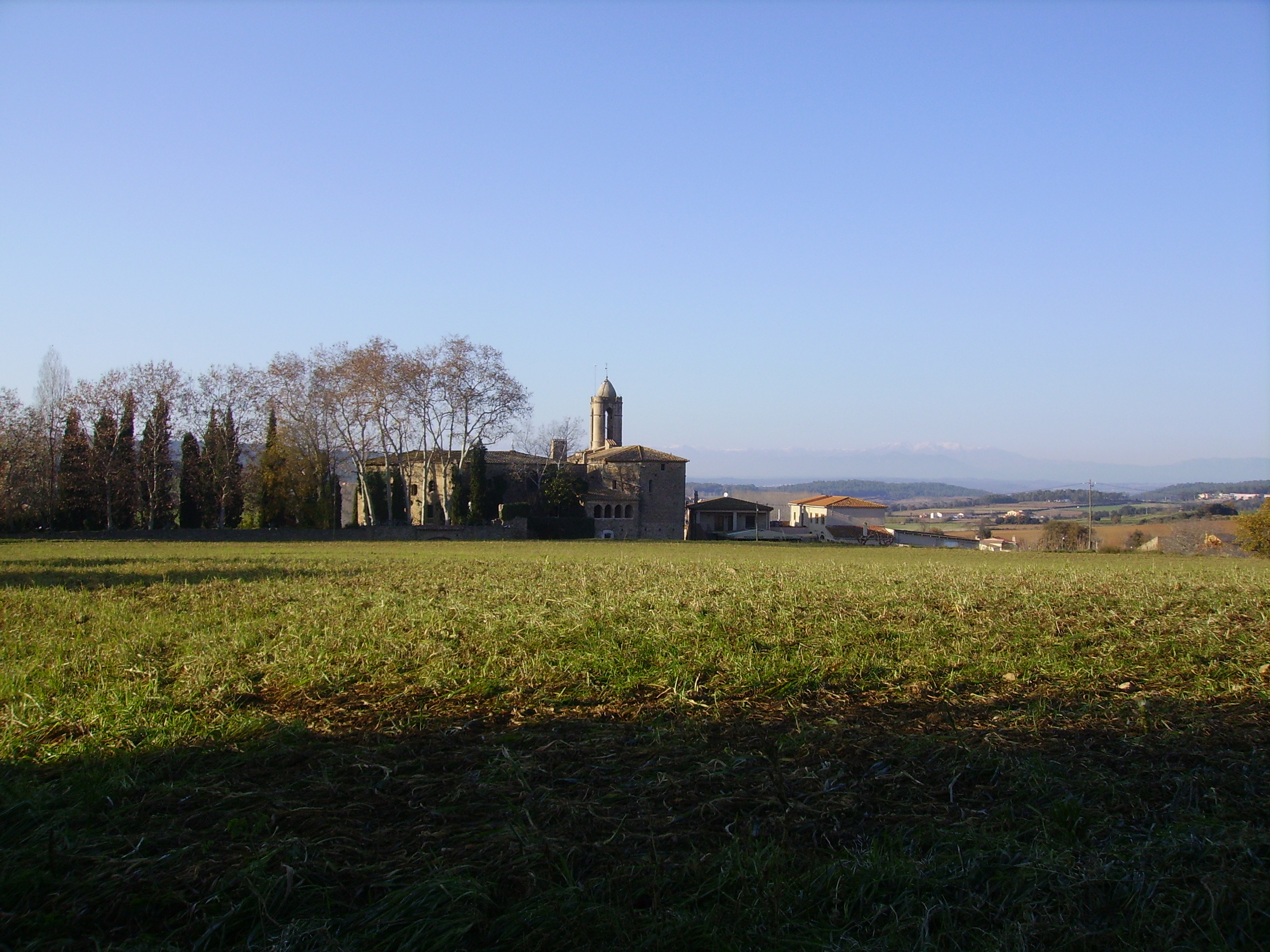
Pubol

Púbol è un piccolo nucleo abitativo di 136 abitanti (2014) del comune spagnolo di La Pera, che si trova nella comarca del Baix Empordà, in provincia di Gerona.
La fama di Púbol è essenzialmente dovuta al fatto che nel suo castello visse gli ultimi anni della propria vita l'artista Salvador Dalí e che, nel 1982, lo stesso Dalí venne nominato da re Juan Carlos “marchese di Pubol” (in spagnolo Marqués de Pubol).